# تاريخ التعليم في الهند

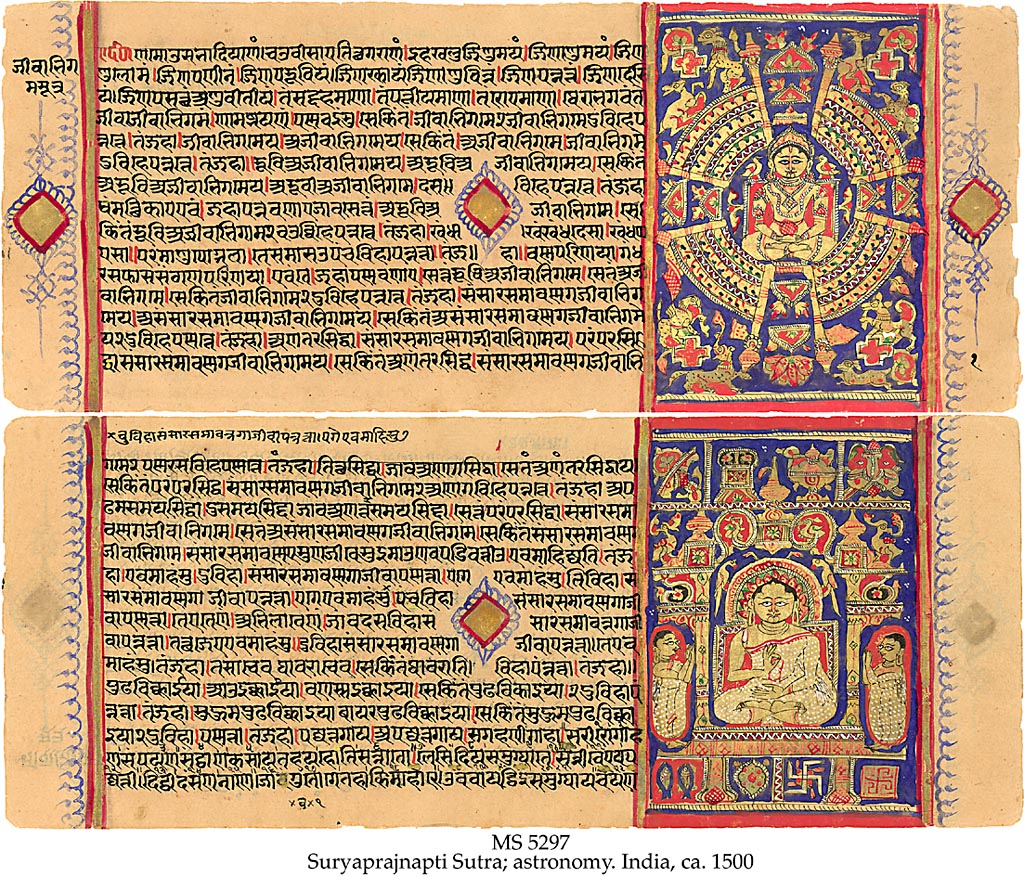
عمل جاين الفلكي سريا براجنابتي سوترا على ورقة، غرب الهند ،كاليفورنيا. 1500.بالنص الديفاناجاري.

بدأ التعليم في الهند بتعليم العناصر التقليدية التي شملت الديانات الهندية والرياضيات وعلم المنطق، وذلك خلال العصور الهندوسية والبوذية المبكرة، من خلال مراكز تعليمية عريقة مثل تاكسيلا ونالاندا، التي تأسست قبل العصر التاريخي المكتوب.
في العصور الوسطى، تعزز التعليم الإسلامي مع قيام الإمبراطوريات الإسلامية في الهند، مما أتاح توسع الثقافة الإسلامية في مختلف المجالات التعليمية. لاحقًا، مع وصول الأوروبيين واستعمارهم للهند، بدأت الثقافة الغربية تنتشر تدريجيًا، حيث اتخذت سلسلة من الإجراءات المتتابعة في النصف الأول من القرن العشرين شكلًا منظمًا وضع أساس النظام التعليمي الحديث في جمهورية الهند بعد الاستقلال.

## بداية التاريخ

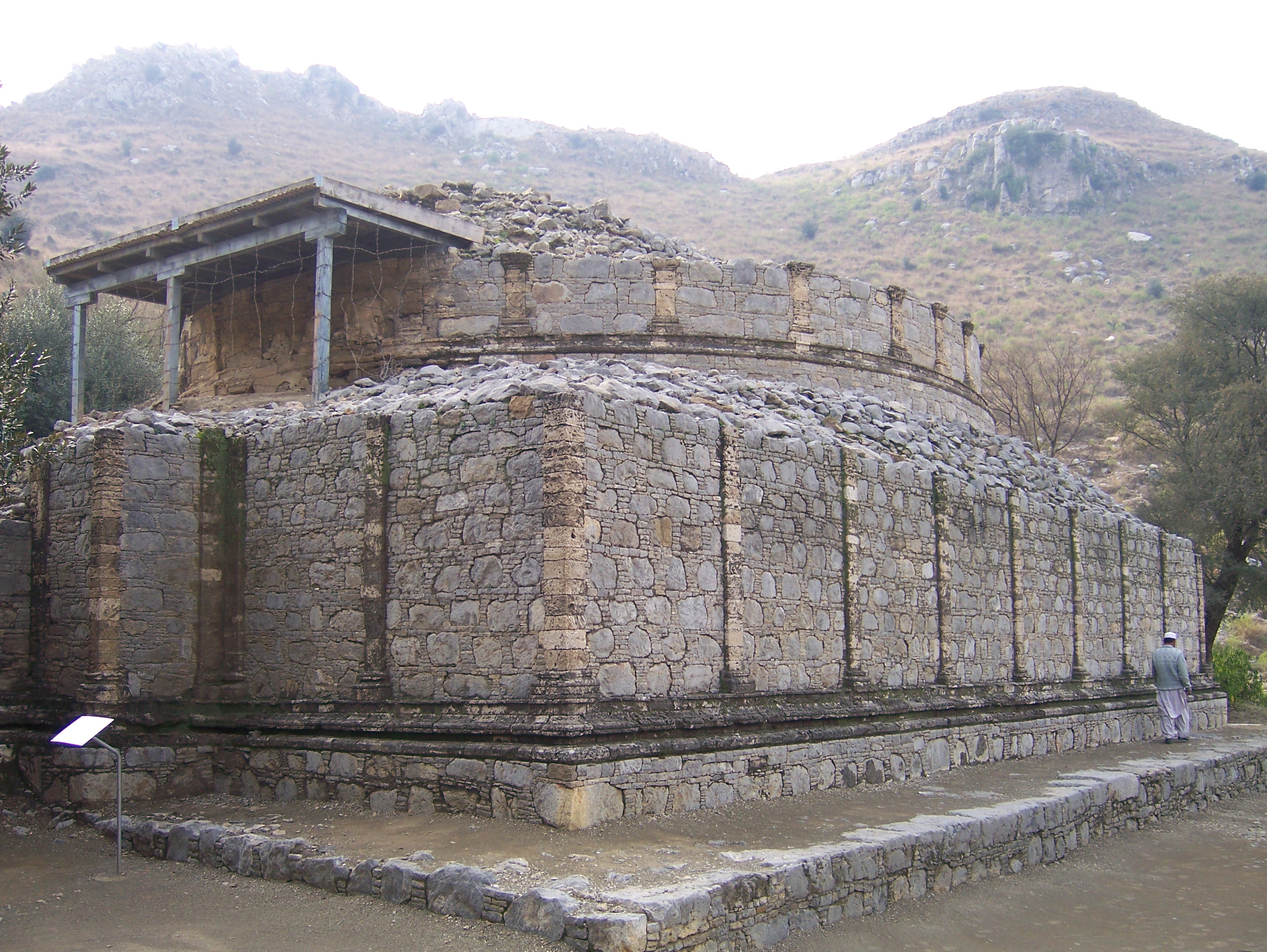
الدير في تاكسيلا.

كانت بدايات التعليم في الهند تحت إشراف "الغورو" (المعلّم أو زعيم الجماعة الدينية)، وقد ارتبط التعليم آنذاك بالانتماء الطبقي، حيث كانت المعرفة تُمنح بناءً على الواجبات الاجتماعية للطوائف المختلفة ضمن النظام الطبقي الهندوسي. فبينما كان أفراد طبقة البراهمانيين يتلقون تعاليم دينية مستندة إلى النصوص المقدسة، كان أبناء طائفة الكشاتريا يدرسون فنون الحرب، وتلقى أفراد طبقة الفايشيا تعليمًا في مجالات التجارة والاقتصاد. أما طائفة الشودرا (الطبقة الدنيا)، فقد مُنعت إلى حد كبير من تلقي التعليم المهني أو الديني.
كانت حلقات التعليم الأولى غالبًا ما تُعقد في أماكن معزولة خارج المدن، وكان يُطلب من الطلاب الالتزام الصارم بمبادئ رهبانية يحددها الغورو، مما اقتضى عيشهم بعيدًا عن المراكز الحضرية. ومع التوسع السكاني في عهد إمبراطورية غوبتا، بدأ التعليم ينتشر في المدن الكبرى مثل فاراناسي، وبرزت مراكز بوذية متقدمة مثل نالاندا، التي جذبت اهتمامًا إقليميًا واسعًا.
اتسم التعليم التقليدي في الهند بارتباطه الوثيق بالمعتقدات الدينية، حيث نشأت مؤسسات تعليمية متنوعة تابعة للطوائف العقائدية مثل مدارس الجاينية والمدارس البوذية. وقد تميز التعليم البوذي بطابعه الشمولي، متجاوزًا الإطار الرهباني، وظهرت مراكز مرموقة مثل تاكسيلا ونالاندا، التي درّست موضوعات متعددة مثل النحو، والطب، والفلسفة، والمنطق، والميتافيزيقيا، والفنون، والحرف اليدوية. وكانت تلك المؤسسات، التي تُعد من أوائل الجامعات العلمانية في التعليم العالي، تستقبل طلبة من الصين وآسيا الوسطى.
ويذكر الباحث جوزيف برابهو أن الملوك والأمراء في الهند القديمة تلقوا تعليمهم في فنون الحكم والسياسة (Dandanīti)، والاقتصاد (Vartta)، والفلسفة (Anvīkṣikī)، والتاريخ التقليدي (Itihāsa). وغالبًا ما تُقارن وثيقة أرثاشاسترا التي كتبها كاوتيليا بكتاب الأمير لنيكولو مكيافيلي، نظرًا لما تحمله من منظور دنيوي وأفكار تتعلق بالحيلة السياسية.
ويُشار إلى أن النصوص الفيدية القديمة، مثل الريغفيدا التي تعود إلى نحو 1500 ق.م، تضمنت أعمالًا شعرية نسبت إلى شاعرات مثل لوبامودرا وغوشا. كما عُرفت نساء مثل غارغي ومايتريي، قبل القرن الثامن قبل الميلاد، بدورهن الريادي في الفلسفة الدينية. وكانت مايا، والدة بوذا التاريخية، ملكة متعلّمة، بينما أسهمت نساء أخريات في كتابة النصوص البوذية الكنسية. وعلى الرغم من أن 154 مؤلفة ساهمن في إنتاج أدب سانغام التاملي، فقد ظل المجتمع والتعليم في تلك الفترة خاضعين لهيمنة الذكور المتعلمين.

## أوائل التاريخ - العصور الوسطى
العلماء الصينيون مثل كسوان زانغ ويي جينغ قد وصلوا إلى المؤسسات التعليمية الهندية لدراسة النصوص البوذية. لاحظ يي جينغ بالإضافة إلى ذلك وصول 56 باحثا من الصين واليابان وكوريا. ومع ذلك فإن المؤسسات التعلمية البوذية صارت شيئا فشيئا وسيلة لإعطاء انبعاث التقليد البراهانزمي خلال تلك الحقبة. سافر علماء من الهند أيضا إلى الصين لترجمة النصوص البوذية. خلال القرن العاشر سافر راهب اسمه دارمادفيا من نالاندا إلى الصين وترجم عددا من النصوص الهندية هناك. وهناك مركز آخر في فكراميشيلا حافظ على علاقات وثيقة مع التبت. المعلم البوذي اتيسا كان الراهب الأكبر في فكراميشيلا قبل رحلته إلى التبت.
من أمثلة الرعاية الملكية تشييد المباني خلال حكم سلالة راستراكوتا في 945 م.رتبت المؤسسات لمساكن متعددة للمتعلمين كما أن الدولة أيضا عملت على رعاية التعليم والترتيبات للطلاب والباحثين.ترتيبات مماثلة قدمتها سلالة تشولا في 1024 م، والتي وفرت الدعم الحكومي للطلاب الذين يتم اختيارهم في المؤسسات التعليمية.من المدارس الكنيسة في الفترة بين القرن الثاني عشر والثالث عشر كانت مدرسة ناتاراجا الواقعة في تشيدامبارام وكان يعمل بها 20 امين مكتبة، من بينهم 8 من ناسخي المخطوطات و 2 كانوا يعملون من أجل التحقق من المخطوطات المنسوخة. بقية الموظفين وكلت اليهم واجبات أخرى بما في ذلك الحفاظ على المواد المرجعية وصيانتها.
منشأة أخرى خلال هذه الفترة هو معهد اداندابورا الذي أنشئ خلال القرن الثامن تحت رعاية أسرة بالا. وطورت هذه المؤسسة العلاقات مع التبت وأصبحت مركزا للالتانترا البوذية.خلال القرنين العاشر والحادي عشر وصل عدد الرهبان إلى ألف أي ما يعادل قوة الرهبان في ماهابودي المقدسة. بحلول موعد وصول الداعية الإسلامي البيروني للهند كن لدى الهنود نظام راسخ للعلوم والتكنولوجيا بالفعل. وفي القرن الثاني عشر عطلت الغزوات من الحدود الشمالية على الهند نظم التعليم التقليدية لأن الجيوش الأجنبية داهمت المعاهد التعليمية وغيرها من المنشآت.

## أواخر العصور الوسطى وبدايات العصر الحديث

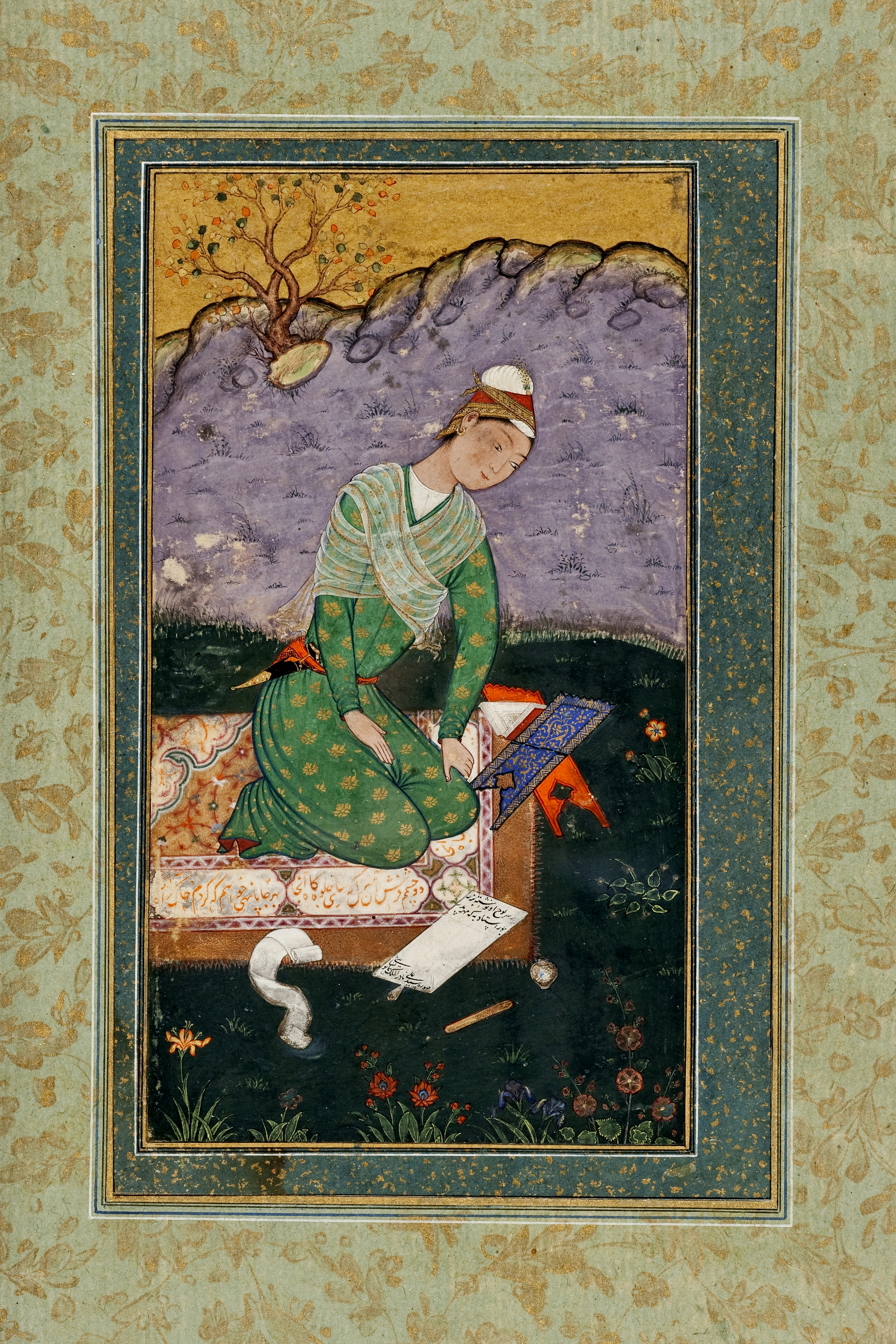
صورة لأحد علماء الهنود الشباب، والمنمنمات المغولية التي أنشأها مير سيد علي، كاليفورنيا. 1550.

مع دخول الإسلام إلى الهند، أخذت الأساليب التعليمية التقليدية تتأثر تدريجيًا بالنظم الإسلامية في التعليم. وقبل عهد الحكام المغول، ومنهم قطب الدين أيبك، بدأت تظهر مؤسسات تعليمية جديدة تُعنى بنقل المعرفة الدينية وفق التصورات الإسلامية. وقد لعب علماء بارزون مثل نظام الدين أولياء ومعين الدين الجشتي دورًا محوريًا في ترسيخ هذا الاتجاه، إذ أسسوا زوايا وأربطة إسلامية تحوّلت إلى مراكز للتعليم والتربية. كما استقطبت الهند طلابًا من مناطق إسلامية أخرى مثل بخارى وأفغانستان، قصدوا مراكزها العلمية لدراسة العلوم الإنسانية والطبيعية.
شملت المؤسسة الإسلامية للتعليم في الهند المدارس الدينية التقليدية والمكتبات، التي تناولت تدريس علوم اللغة، والفلسفة، والرياضيات، والقانون، متأثرة بالتقاليد اليونانية كما نقلها الفرس والعرب إلى الهند قبل انتشار الإسلام فيها. ومن أبرز سمات هذا التعليم الإسلامي التقليدي تركيزه على الربط بين العلوم الطبيعية والإنسانيات. ومن مراكز التعليم البارزة في الهند خلال القرن الثامن عشر كانت المدرسة الرحيمية في دلهي، تحت إشراف شاه ولي الله، وهو من العلماء الذين تبنّوا منهجًا يوفّق بين تدريس الكتب الإسلامية والعلوم العقلية. وقد اشتملت مناهج المدرسة الرحيمية على كتابين في النحو، وكتاب في الفلسفة، وكتابين في المنطق، وكتابين في الفلك والرياضيات، وخمسة كتب في التصوف. أما في لكناو، فقد برز مركز تعليمي آخر بإشراف الملا نظام الدين السهلاوي، الذي تلقّى تعليمه في (محل فرنجي)، وأسّس نظامًا تعليميًا خاصًا عُرف باسم درس نظامي، امتاز بالجمع بين الدراسات التقليدية والحديثة، مع تركيز واضح على تدريس علم المنطق.

اعتمد نظام التعليم خلال فترة حكم الإمبراطور أكبر نهجًا شاملًا، حيث شجّع على إدراج دورات إضافية تشمل الطب، والزراعة، والجغرافيا، فضلًا عن نصوص من لغات وأديان مختلفة، مثل أعمال البتنجلي باللغة السنسكريتية. وقد تأثر التعليم التقليدي في ذلك العصر بأفكار أرسطو، وبسكرى، وابن سينا. ولم يكن هذا التوجه الشامل استثناءً في الهند المغولية، بل مثّل جزءًا من سياسة عامة تهدف إلى تعزيز المعرفة متعددة الجوانب. أما الإمبراطور أورنكزيب، فقد تبنّى توجهًا أكثر تحفظًا، حيث أولى اهتمامًا خاصًا بتعليم المواد المرتبطة بالإدارة وشؤون الحكم. وقد تبنّى المغول عمومًا سياسة ليبرالية تجاه العلوم، وساهمت العلاقات الثقافية مع فارس في تعزيز صلتهم بالمدرسة العثمانية في التعليم، التي أصبحت تدريجيًا بديلاً أكثر صرامة للنموذج المغولي المتساهل نسبيًا.
شهدت القرون الوسطى في الهند ارتفاعًا ملحوظًا في رسوم التعليم الخاص، حيث كان المعلم يُعتبر محترفًا يعتمد في كسب رزقه على تقديم خدمات متعددة، مثل إعداد التقاويم وحساب تقديرات الإيرادات للطبقات الثرية. كما برز اتجاه آخر في تلك الحقبة وهو التنقل المهني بين المهن المختلفة، ومثال ذلك القائم خان، الأمير المعروف بمهاراته في صناعة الأحذية الجلدية وصياغة مدافع التزوير.

## عصر الاستعمار، الاستقلال
خلال القرنين التاسع عشر والعشرين، سقطت معظم الولايات الأميرية الهندية تحت حكم البريطانيين. ومع ذلك، لم يتخذ الحكم البريطاني في القرن التاسع عشر إجراءات كافية لدعم تطوير العلوم والتكنولوجيا في الهند، إذ ركز بشكل أكبر على تعزيز الفنون والعلوم الإنسانية. حتى عام 1899، كانت شهادة العلوم تقدم بشكل منفصل فقط في جامعة بومباي، وفي نفس العام بدأت جامعة كلكتا بتقديم برامج البكالوريوس والماجستير في مجالات متعددة.
بحلول أواخر القرن التاسع عشر، كانت الهند قد تأخرت في مجالات العلوم والتكنولوجيا وبرامج التعليم المرتبطة بها. مع ذلك، استمر النبلاء والأرستقراطيون الهنود في دعم وتشجيع تطوير العلوم والتعليم التقني، سواء على النمط التقليدي أو الغربي.

لم تكن بعض التخصصات المرتبطة بالعلوم التطبيقية مدرجة في المناهج الحكومية خلال منتصف القرن التاسع عشر، كما أن مؤسسات القطاع الخاص كانت تواجه صعوبات في تقديم دورات علمية بسبب نقص التمويل اللازم لإنشاء المختبرات وتجهيزاتها. إضافة إلى ذلك، كانت رسوم التعليم العلمي في ظل الحكم البريطاني مرتفعة للغاية، في حين كانت الرواتب في الإدارة الاستعمارية منخفضة، مما جعل حلم الحصول على التعليم العالي أمراً صعب التحقيق. علاوة على ذلك، لم يُسمح للسكان المحليين بتولي مناصب عالية في الإدارة الاستعمارية، وحتى أولئك الذين تمكنوا من إكمال تعليمهم العالي كانوا يعانون من التمييز في الأجور والامتيازات.

كانت إحدى الحجج التي قدمها البريطانيون لدعم دراسة العلوم في الهند، هي تفوق إنكلترا التدريجي في مجالات العلوم والتكنولوجيا مقارنة بأوروبا، ألمانيا، والولايات المتحدة. ولكن مع تراجع النفوذ البريطاني عالمياً، انخفضت احتمالات اعتماد سياسة طبقة العلوم العالمية لإدارة مستعمراتها. ومع ذلك، لاحظ ديباك كومار أن السياسة البريطانية تحولت خلال العقد السابع من القرن التاسع عشر نحو التعليم المهني، بينما تمكنت المبادرات الفرنسية من رفع الوعي بالعلوم والتكنولوجيا في مستعمراتها. وفي حين قام البريطانيون بمبادرات مماثلة في كندا وجنوب أفريقيا، لعب تزايد الحاجة للتعليم التقني في الهند دورًا حيويًا في تأسيس مؤسسات مثل المعهد الهندي للعلوم الذي أنشأه محسن جامشيتي تاتا عام 1909. وبحلول عام 1930، كانت الهند تضم عشر مؤسسات تقدم دورات في الهندسة. مع اندلاع الحرب العالمية الثانية في 1939، جاءت "حرب التخطيط وتدريب الفنيين" بقيادة إرنست بيفن، مما أسس لمرحلة التعليم التقني الحديث في الهند. ولاحقًا بدأ التخطيط لتطوير التعليم العلمي تحت إشراف أردشير دلال في عام 1944.

افتتحت مدارس كلية الطب في عام 1875 بهدف توفير التعليم الطبي للنساء، مما مكنهن من تقديم الرعاية الصحية للنساء اللواتي غالبًا ما يتهربن من العلاج على يد المهنيين الذكور المؤهلين. اكتسبت فكرة وجود نساء متعلمات في المجال الطبي شعبية متزايدة خلال أواخر القرن التاسع عشر، وبحلول عام 1894 تأسست في لودهيانا بولاية البنجاب «كلية المرأة المسيحية للطب»، وهي كلية طبية خاصة تُعنى بتعليم النساء.
وخلال ثلاثينيات القرن الماضي، عزز إنشاء مدارس الإرساليات أسس التعليم البريطاني في الهند. وأدت السياسات الجديدة التي وضعت في عام 1835 إلى اعتماد اللغة الإنجليزية كوسيلة للتعليم والعلوم الغربية. وقد كتب فريتز بلاكويل: "مع إنشاء خمس جامعات في المدن الكبرى في منتصف القرن، وزيادة الوعي في المدارس الابتدائية والثانوية، ارتفع الوعي السياسي بشكل ملحوظ. وكان التفاعل مع المنهج الغربي قويًا، فعلى سبيل المثال، كانت جامعة كلكتا في عام 1900، حسبما ورد، أكبر جامعة في العالم مع أكثر من ثمانية آلاف طالب وطالبة. كما انتسب عدد من الهنود، بينهم غاندي ونهرو، إلى جامعات في إنجلترا."